# Interlibertarians

Offiziell registrierte Mitglieder der Interlibertarians
Assoziierte Mitglieder und noch nicht offiziell registriert, der Interlibertarians

Interlibertarians ist eine weltweit agierende politische Organisation von 37 libertären Parteien und Vereinigungen. Nach eigenen Angaben verfolgt sie die Ziele Privateigentum, freies Unternehmertum, den freien Handel, Steuerwettbewerb, den Wert des Sparens, die Bildungsfreiheit und die Freiheit der Versicherung zu verteidigen.

## Mitglieder
- Argentinien: Partido Liberal Libertario
- Australien: Liberal Democratic Party und Liberty Australia
- Belgien: Liberté chérie
- Brasilien: Libertários
- Dänemark: Dansk Libertarisk Parti
- Deutschland: Partei der Vernunft
- Frankreich: Institut Coppet
- Italien: Liberi Comuni d'Italia, Movimento Libertario, Usemlab, ConfContribuenti, Ludwig von Mises Italia, Forza Evasori, Tea Party ITALIA und Catallaxy Institute
- Kanada: Libertäre Partei von Kanada und Ontario Libertarian Party
- Kirgisistan: Central Asian Free Market Institute
- Neuseeland: Libertarianz
- Niederlande: Libertaire Partij
- Norwegen: Liberalistene
- Peru: Andes Libres
- Russland: Libertäre Partei
- Schweiz: IL LIBERISTA, Swiss Mises Institute und Liberales Institut
- Serbien: Libek und Katalaksija Magazine
- Spanien: Partido de la Libertad Individual
- Südafrika: Libertarian Party of South Africa
- Tschechien: Strana svobodných občanů
- Ukraine: Libertäre Bewegung
- Uruguay: Partido Liberal Libertario
- Vereinigte Staaten: Libertarian Party
- Vereinigtes Königreich: Libertarian Party
- Zypern: Liberal Democrats Cyprus